# Merced River

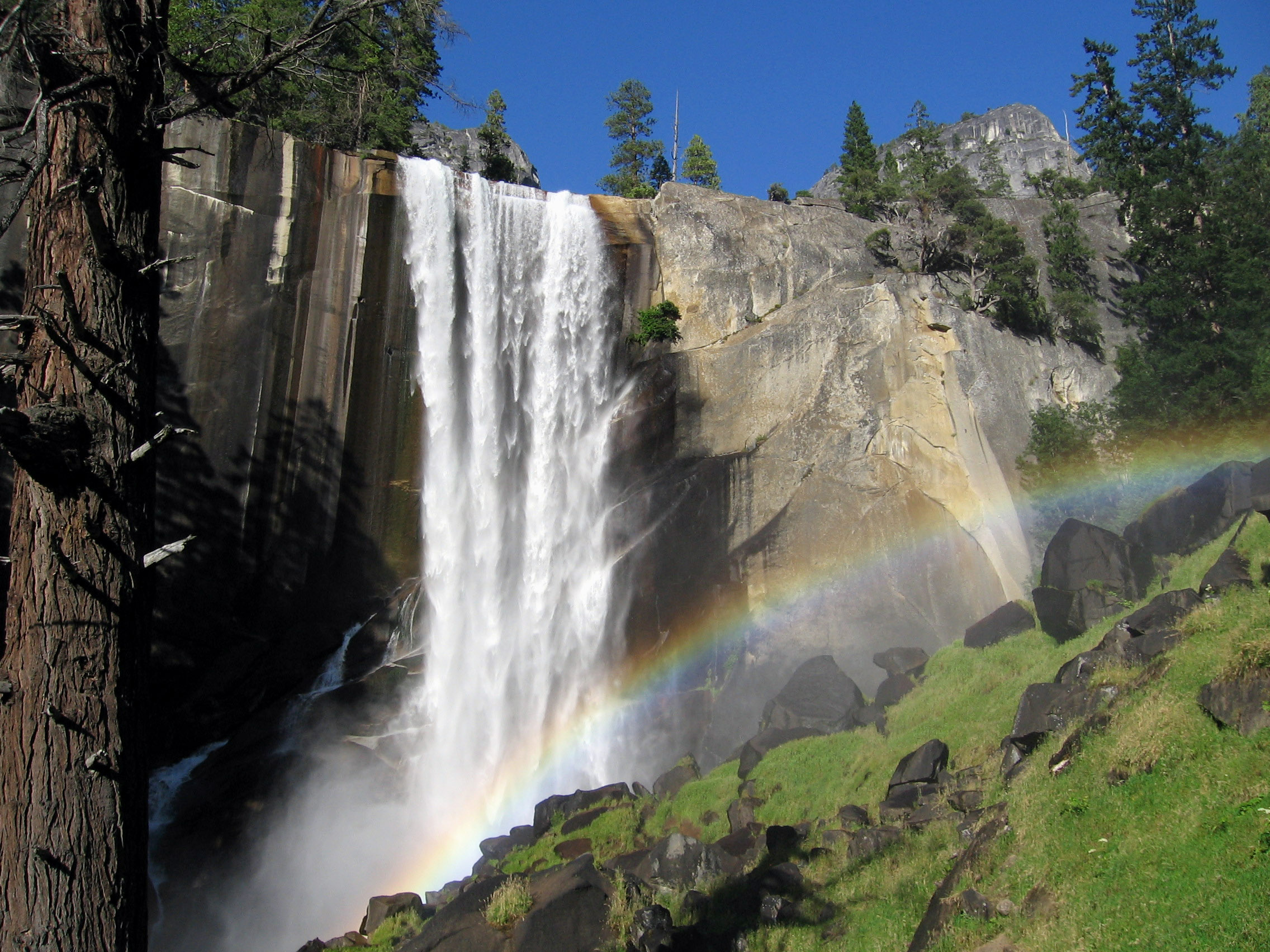
Die Vernal Falls

Der Merced River (spanisch Río Merced) ist ein Fluss in der Sierra Nevada im US-Bundesstaat Kalifornien. Er ist ein 180 Kilometer langer Nebenfluss des San Joaquin River. Der Merced River beginnt im südlichen Teil des Yosemite National Parks durch den Zusammenfluss von Lyell Fork Merced River und Merced Peak Fork. Die Region wird als High Sierra bezeichnet, hat den Charakter eines Hochgebirges und ist durch Gletscher überformten Granitfelsen geprägt, zwischen denen Bäche, Feuchtgebiete und kleine Seen liegen.
Der Fluss durchfließt zunächst das Little Yosemite Valley, bevor er über den Nevada Fall und den Vernal Fall in das Yosemite Valley stürzt, das durch ihn geprägt wird. Er verlässt den Nationalpark Richtung El Portal und fließt aus dem Gebirge in die Talebene des Central Valleys.  Ein Großteil seines Wassers wird hier von zwei Staudämmen, dem New Exchequer Dam, der den Lake McClure bildet, und dem Crocker-Huffman Diversion Dam aufgefangen. Der spärliche Rest des Flusses mündet dann in den San Joaquin River.
Der Verlauf des Merced im Yosemite-Nationalpark ist als National Wild and Scenic River ausgewiesen. Das Management des Flusslaufs in diesem Abschnitt ist Gegenstand langjähriger Streitigkeiten und Gerichtsverfahren. Naturschützer werfen der Parkverwaltung vor, durch touristische Einrichtungen und Nutzungen den ökologischen und landschaftlichen Wert des Flusses zu beschädigen. 
Im Februar 2014 wurde ein neuer Management-Plan für den Flussabschnitt im Yosemite Valley vorgelegt, der erstmals eine Obergrenze für die täglichen Besucherzahlen im Tal vorsieht. Außerdem sollen rund 80 ha Uferbereich renaturiert und auf etwa 2000 m Uferlinie Wasserbausteine entfernt werden.

## Sonstiges
Der Basejumper Frank Gambalie starb am 9. Juni 1999 nach einem erfolgreichen, aber illegalen Sprung von El Capitan im Merced River. Um der strengen Bestrafung zu entgehen, versuchte er, den Nationalpark-Rangern durch einen Sprung in den Fluss zu entkommen, geriet jedoch unterhalb der Mündung des Ribbon Creek in die Stromschnellen und ertrank.